# تهيجس فان بول
تهيجس فان بول (بالهولندية: Thijs van Pol)‏ (20 يونيو 1991 في هولندا - ) هو لاعب كرة قدم هولندي في مركز الهجوم. لعب مع توب أوس.

## وصلات خارجية
- تهيجس فان بول على موقع قاعدة بيانات كرة القدم.إي يو (الإنجليزية)
- تهيجس فان بول على موقع Soccerway.com (الإنجليزية)
- تهيجس فان بول على موقع عالم كرة القدم.نت (الإنجليزية)